# Mycomya trichops
Mycomya trichops är en tvåvingeart som beskrevs av Freeman 1951. Mycomya trichops ingår i släktet Mycomya och familjen svampmyggor. Inga underarter finns listade i Catalogue of Life.